# Dienst Nationale Recherche Informatie
De Dienst Nationale Recherche Informatie (DNRI) kwam voort uit de in 2000 opgeheven Centrale Recherche Informatiedienst (CRI), ressorterend onder het KLPD. Per 9 april 2008 is DNRI samengevoegd met de Dienst Internationale Netwerken van het KLPD onder de naam Dienst IPOL.

## Takenpakket
De dienst leverde recherche-informatie en recherche-expertise aan de Nederlandse regiokorpsen. Door het beheren van verwijsindexen, politieregisters en kennissystemen droeg NRI bij aan het nationale inzicht in zware, georganiseerde criminaliteit en bovenregionale middencriminaliteit in Nederland. De DNRI was gevestigd in Zoetermeer.
De Dienst IPOL bestreek een groot aantal criminaliteitsvelden: moord, vermiste personen, zeden, mensenhandel en mensensmokkel, fraude en overige financiële criminaliteit, milieudelicten, vuurwapens, voertuigcriminaliteit, falsificaties, drugs, overvallen.
De dienst ontwikkelde nieuwe recherchetechnologieën en ondersteunt rechercheteams in het land met adviezen en kennis. Edison, het beeldopslagsysteem voor vervalste documenten en vuurwapens, is er ontwikkeld. De dienst verzorgde eveneens het centrale onderzoek naar vingerafdrukken (dactyloscopie). Bovenal verzamelt IPOL nationale en internationale politie-informatie om te zoeken naar dwarsverbanden, zodat de bovenregionale criminaliteit in Nederland kon worden aangepakt. 
De dienst ontwikkelde zich verder als het Intelligence Platform voor de Nederlandse politie. Recherche-informatie wordt veredeld met overzichten, inzichten en doorzichten. Producten daarbij zijn het vervaardigen van dreigingsbeelden, criminaliteitsbeeldanalyses en projectvoorbereidingen in verband met rechercheonderzoeken. Ondersteuningsprocessen hierbij waren regiekamer, kennismanagement, communicatie en relatiemarketing.

## Producten
De Dienst IPOL produceerde
1. informatiecoördinatieproducten, zoals situatierapportages met daarin de actuele dreigingsbeelden;
2. kennisproducten, zoals rechercheadvies binnen het tactisch en operationeel rechercheproces, bijvoorbeeld: gedragskundige rechercheadvisering bij kapitale delicten;
3. analyseproducten, zoals Nationaal dreigingbeeld (NDB), de Landelijke Criminaliteitskaart (LCK) die inzicht geeft in aard, omvang, ernst en ontwikkelingen van bepaalde criminaliteitsgebieden en/of geografische gebieden om het strategische beleid vast te stellen. Of analyses van bovenregionale criminele samenwerkingsverbanden.